# سیف بوت اینترنشنال
سیف بوت اینترنشنال (انگلیسی: SAFE Boats International) شرکت کشتی‌سازی آمریکایی است، که در سال ۱۹۹۷ تأسیس شد.